# Некруз, Рашид
Рашид Некруз (араб. رشيد النقروز‎, 10 апреля 1972) — марокканский футболист, выступавший на позиции защитника за сборную Марокко. 

## Клубная карьера
Рашид Некруз начинал свою карьеру футболиста в марокканском клубе «Мулудия Уджда». В 1994 году он перешёл в швейцарский «Янг Бойз». 27 августа того же года он дебютировал в Национальной лиге А, выйдя в основном составе в домашнем поединке против «Лозанны». Спустя неделю марокканец забил свой первый гол в рамках лиги, открыв счёт в домашней игре с «Цюрихом». 
В середине 1997 года Некруз стал футболистом итальянского «Бари». 14 сентября того же года он дебютировал в итальянской Серии А, выйдя в основном составе в гостевом поединке против «Фиорентины». 5 января 1999 года защитник забил свой первый гол в главной итальянской лиге, открыв счёт в домашней игре с «Перуджой». Спустя 11 месяцев марокканец сделал дубль в домашнем матче Серии А с «Пьяченцей». По итогам сезона 2000/01 «Бари» вылетел в Серию B, где Некруз провёл следующие два года, после чего завершил свою игровую карьеру.  

## Карьера в сборной
Рашид Некруз был включён в состав сборной Марокко на чемпионат мира по футболу 1994 года в США, где сыграл в одном из  трёх матчей своей команды на турнире, выйдя в основном составе в поединке с Нидерландами. Защитник также вошёл в состав национальной команды на чемпионат мира по футболу 1998 года во Франции, но на поле в рамках турнира так и не вышел. Последним крупным турниром для Некруза стал Кубок африканских наций 2000 года в Гане и Нигерии, где он провёл две игры: с Конго и Нигерией.